# 独立爱国者变革党
独立爱国者变革党（Independent Patriots for Change，简称IPC）是纳米比亚的一个政党，该党成立于2020年8月。在2024年纳米比亚大选中成为纳米比亚第二大党。